# Champorcher
Champorcher (arpità Tsamportsé) és un municipi italià, situat a la regió de Vall d'Aosta. L'any 2007 tenia 412 habitants. Limita amb els municipis de Champdepraz, Cogne, Fénis, Issogne, Pontboset, Valprato Soana (TO) i Vico Canavese (TO).

## Administració
| Període | Identitat       | Partit        |
| ------- | --------------- | ------------- |
| 2005-   | Celestino Savin | Llista cívica |

## Personatges il·lustres
- Pierre Chanoux, sacerdot, botànic i alpinista.

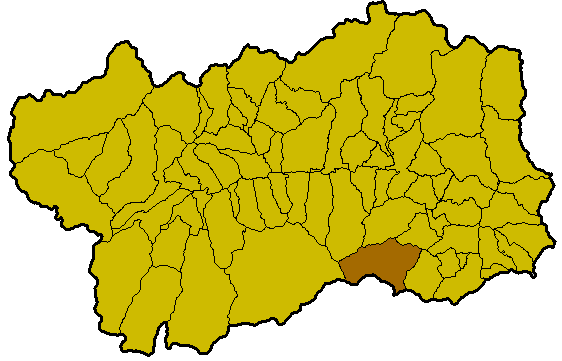
Situació de Champorcher a la Vall